# Свіфт (футбольний клуб)
«Свіфт» (люксемб. Football Club Swift Hesper, нім. Football Club Swift Hesperingen) — люксембурзький футбольний клуб із комуни Есперанж, заснований 1916 року.

## Досягнення
Чемпіон Люксембургу: 1
2022-23
 Кубок Люксембургу
 Володар (1): 1989-90
 Фіналіст (1): 2024

## Відомі гравці
- Алія Бешич
- Жан-Поль Жиррес
- Кім Кінцигер
- Грегорі Молитор
- Рене Петерс
- Джефф Сайбене
- Ману Шольс

## Відомі тренери
- Тео Шольтен (1 липня 1999 – 30 червня 2001)
- Карло Вайс (2004–05)
- Люк Мюллер (1 липня 2004 – 30 червня 2008)
- Тео Шольтен (1 липня 2008 – 29 березня 2010)
- Анжело Фіоруччи (29 березня 2010 – 14 березня 2011)
- Неджиб Селімович (14 березня 2011 – 8 березня 2012)
- Ден Тайс (9 березня 2012 – 30 червня 2012)
- Серж Вульф (1 липня 2012–)
- Серж Месслер (1 липня 2014–)